# Негрони (коктейль)
«Негро́ни» (итал. Negroni) — коктейль-аперитив на основе джина и вермута. Входит в число официальных коктейлей Международной ассоциации барменов (IBA), категория «Незабываемые» (англ. Unforgettables).

## История
Точное происхождение коктейля неизвестно, но наиболее распространённой исторической информацией является то, что впервые напиток был смешан во Флоренции (Италия) в 1919 году в Caffè Casoni, ныне известном как Caffè Roberto Cavalli, расположенном на улице Торнабуони (итал. Via de' Tornabuoni). Коктейль был придуман графом Камилло Негрони, который попросил бармена Фоско Скарселли сделать более алкогольным его любимый коктейль «Американо», заменив содовую на джин. Чтобы внешне новый коктейль отличался от предшественника, Скарселли украсил его слайсом апельсина, вместо лимона. После того, как новый коктейль появился в ассортименте бара, он сразу стал набирать популярность. Позже семья Негрони основала компанию Negroni Distillerie и стала выпускать готовый вариант напитка под названием «Antico Negroni 1919».
Также по одной из версий, графа Камилло Негрони никогда не существовало, а коктейль был придуман в 1857 году в Сенегале генералом Паскалем Оливье де Негрони, корсиканцем по происхождению. В статье от 2 февраля 1980 года в газете Corse Matin утверждается, что этот напиток был изобретён генералом в 1914 году.
Одно из первых письменных упоминаний о коктейле «Негрони» датируется 1947 годом, когда режиссер Орсон Уэллс в репортаже из Рима для газеты Coshocton Tribune сказал: «Биттеры очень хорошо подходят для печени, а джин плохо влияет на вас. Здесь же они уравновешивают друг друга».
Коктейль получил такую популярность, что сейчас в Италии даже существуют «негронерии», то есть бары, в которых пьют (почти) исключительно «Негрони», как, например, в Генуе, где можно найти 64 версии этого коктейля.

## Состав и вариации

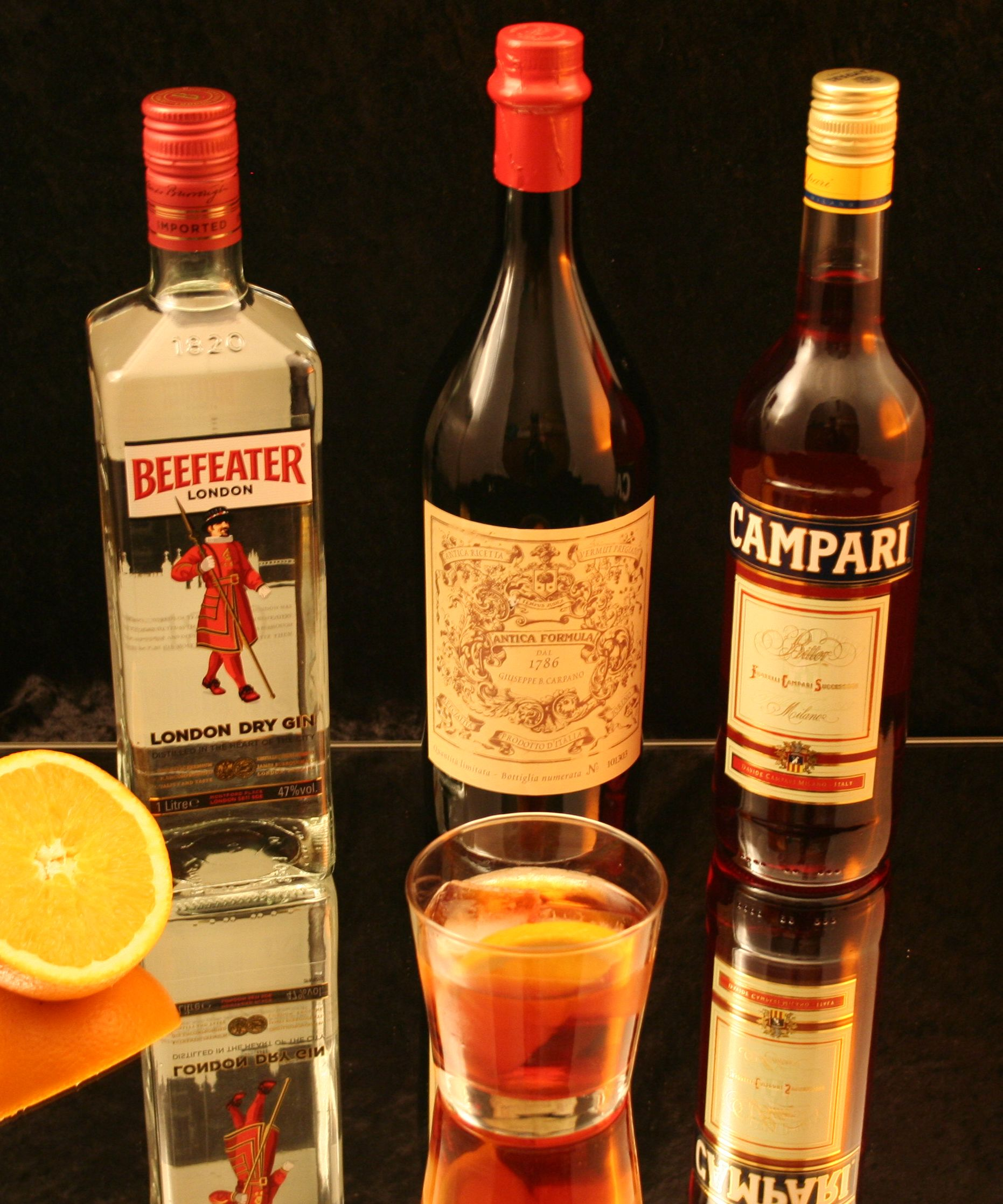
Классический «Негрони» со всеми необходимыми ингредиентами

В состав классического «Негрони» входит:
- 1 часть (30 мл) джина;
- 1 часть (30 мл) биттера Кампари;
- 1 часть (30 мл) сладкого красного вермута;
- долька апельсина в качестве украшения.

Существует также множество различных альтернативных вариантов коктейля. Одной из наиболее популярных вариаций является коктейль «Раултини», в котором Кампари заменяют на Апероль, а вместо дольки апельсина используют только цедру.

### Вариации
- Американо: 1 унция Campari, 30 мл сладкого красного вермута, немного содовой.
- Boulevardier: вместо джина используется виски.
- Old Pal: используется сухой вермут и канадский ржаной виски.
- Агавони или Тегрони: вместо джина используется текила[11].
- Голландский Негрони: вместо джина используется женевер[12].
- Negroni sbagliato: вместо джина используется игристое белое вино или просекко[13].
- Белый Негрони: джин, аперитив Лилле и ликёр Сюз[14].

### Закуски
Интенсивный ароматический профиль 'Негрони' уравновесит аутентичные, несложные закуски. Простой тартар из говядины или мягкий сыр буррата послужат коктейлю отличным сопровождением .